# Oh, du lieber Fridolin
Oh, du lieber Fridolin ist eine deutsche Filmkomödie aus dem Jahre 1952 von Peter Hamel mit Hans Reiser und Ingrid Andree in den Hauptrollen. 

## Handlung
Der junge Fridolin ist ein wahrer Bettelpoet, der der jungen Fotoreporterin Alice gern zur Hand geht, die ihn für ein paar Mark als Hilfskraft anstellt. Hier wie in seinen anderen Aushilfsjobs erweist er sich als wahrer Tollpatsch, egal ob er als Aushilfsdachdecker oder als Aushilfswärter im Löwenkäfig eines Zoos jobbt, wo er durch seine Schusseligkeit prompt einen Löwen ins Freie entlässt. Bei einer weiteren Tätigkeit demoliert Fridolin die Wohnung der Gräfin Bleuforet, und in einer Artistenkneipe wird Fridolin prompt in eine Schlägerei verwickelt. Schließlich erhofft sich der linkische Dichter eine Karriere als Ringkämpfer und wird gegen den kampferprobten Ringer „Der Killer von Soho“ eingesetzt. Mit mehr Glück als Verstand geht Fridolin aus diesem Zweikampf sogar als Gewinner hervor. So als Siegertyp mit neuem Vertrauen gesegnet, findet er nicht nur ein kleines Vermögen, sondern gewinnt sogar das Herz der hübschen Alice.

## Produktionsnotizen
Oh, du lieber Fridolin entstand Mitte 1952 in den Filmstudios von Bendestorf bei Hamburg sowie in München und Umgebung. Die Uraufführung erfolgte am 10. November 1952 in Hannover, die Berliner Premiere war am 13. Februar 1953.
Produzent Vasgen Badal übernahmen auch die Produktionsleitung, Peter Pewas trat als künstlerischer Berater in Erscheinung. Hans Berthel schuf die Filmbauten.
Der Theaterschauspieler Hans Caninenberg gab hier sein Filmdebüt.

## Kritik
Im Lexikon des Internationalen Films heißt es: „Mühsame Komödie, die die rauhen Geschäftsmethoden des Profi-Schaukampfs karikiert.“